# Preludio op. 11 n. 10 (Skrjabin)
Il Preludio Op. 11 n. 10 in Do diesis minore di Aleksandr Nikolaevič Skrjabin, fu scritto nel 1893-1894 a Mosca.. È lungo 20 battute e richiede meno di un minuto e mezzo per essere suonato. È segnato come Andante. Ha due sezioni di misteriosi intervalli di settima maggiore e armonie di tritoni, divise da una sezione lirica in Mi maggiore. Come molti dei pezzi più lenti di Skrjabin, è suonato molto rubato.

## Analisi strutturale
La prima sezione è, come detto, molto misteriosa, poiché Skrjabin impiega molti tritoni e intervalli di settima che non rientrano nella chiave del Do♯ minore. Le prime 8 battute presentano modulazioni in Re♯ minore e Fa♯ minore. La nona battuta, contrassegnata con anima, introduce una melodia Mi maggiore usando armonie più convenzionali, ma il pezzo approfondisce di più ancora una volta le profondità del mistero quattro battute dopo. Qui, segnato fortississimo, la melodia iniziale esce in piena forza usando l'ampio ambito di tessitura del pianoforte.
Alla diciassettesima battuta il pezzo si calma in quieti blocchi di accordi in Fa♯ minore, Do♯ minore 7 e Si maggiore 9 (senza il Si basso), risolvendosi infine in un accordo arpeggiato finale in Do♯ minore, che ricorda immediatamente il nono preludio precedente a questo. Ciò dimostra la capacità di Skrjabin di trovare comunanza nelle sue opere più diverse.

## Incisioni
Una delle esecuzioni di questo pezzo più acclamate dalla critica è quella di Michail Pletnëv nel suo disco Scriabin: 24 Preludes/Sonatas 4 & 10. Un'altra è la registrazione del 1956 di Vladimir Horowitz che si trova nella pubblicazione RCA/Victor "Horowitz Plays Scriabin".